# Sergey Vladimirovich Ilyushin
Sergey Vladimirovich Ilyushin (tiếng Nga: Серге́й Владимирович Илью́шин; 30 tháng 3 năm 1894 - 9 tháng 2 năm 1977) là một nhà thiết kế máy bay Liên Xô, Viện sĩ Viện Hàn lâm Liên Xô năm 1968, hàm Thượng tướng Kỹ thuật, 3 lần Anh hùng lao động và 7 giải thưởng Stalin.